# スポーツ

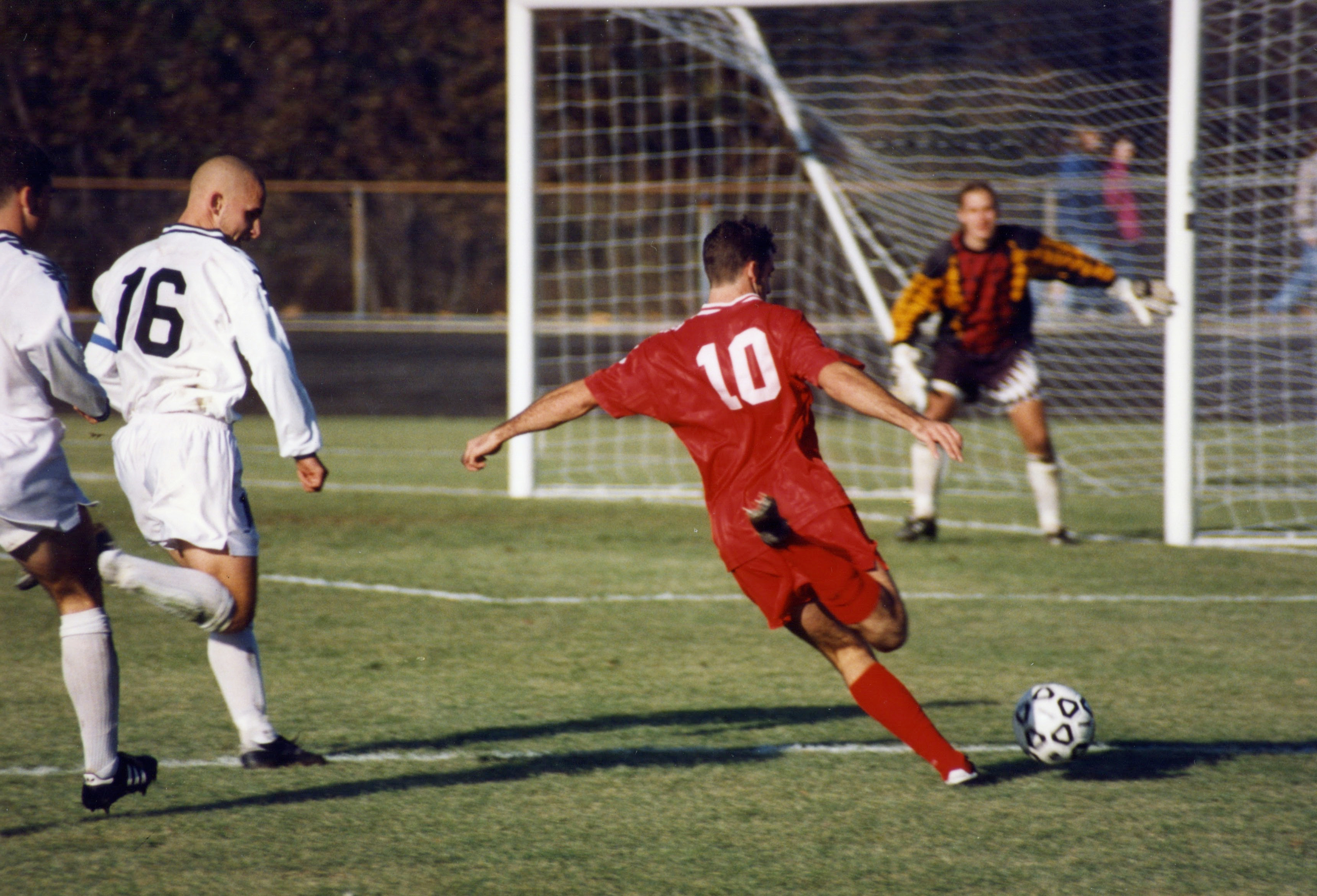
サッカーは全世界で広く行われており、最も人気のあるスポーツである

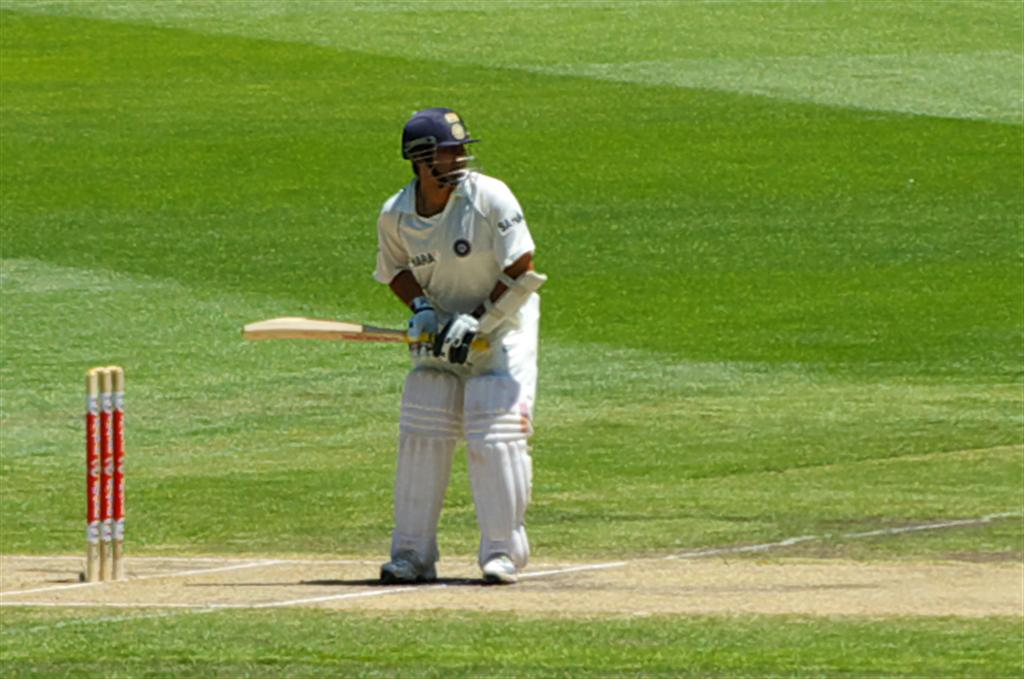
クリケットは世界の競技人口が3億人を超えており、イギリス連邦諸国で人気のあるスポーツである

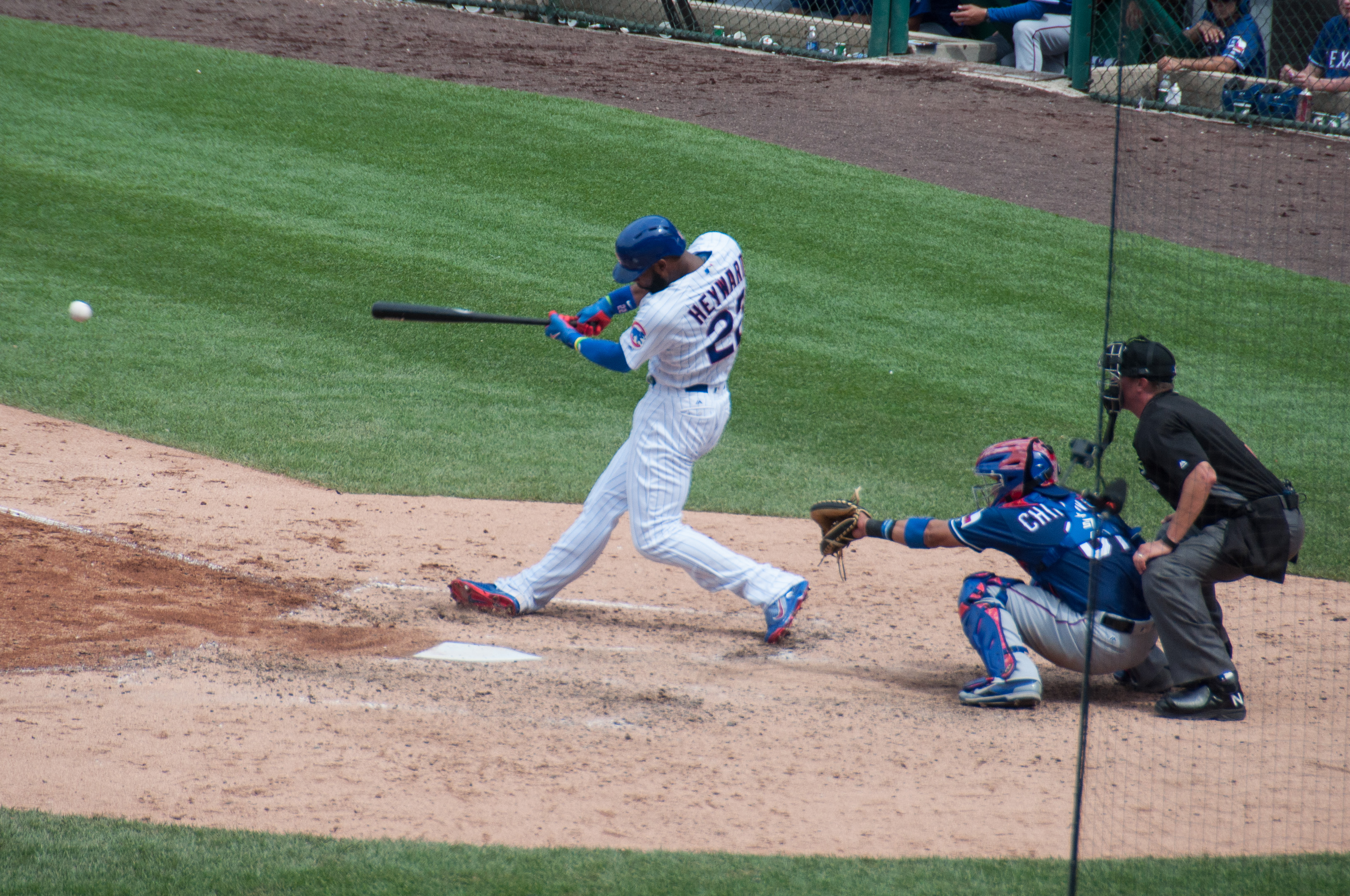
野球は北アメリカや東アジアで人気のあるスポーツである

スポーツ（アメリカ英語: sports、イギリス英語: sport）は、勝敗を競ったり、技術を求めたりする身体運動の総称である。

## 語源
「sports スポーツ」の語源はラテン語の「deportare デポルターレ」にさかのぼるとされ、「ある物を別の場所に運び去る」が転じて「憂いを持ち去る」という意味、あるいはportare「荷を担う」の否定形「荷を担わない、働かない」という意味の語である。これが古フランス語の「desporter」「（仕事や義務でない）気晴らしをする、楽しむ」となり、英語の「sport」になったと考えられている。
和製漢語では「遊戯」「体育」「競技」「運動競技」などと訳されたが、現在では片仮名で表記するのが一般的である。
日本では大正時代末ころから「スポーツ」という言葉は一般化されたが、当時は欧米から入ってきた運動そのものだけを指していた。日本でも「スポーツ」が競技を意味するようになったり、柔道や空手などの武道が競技として発展し「スポーツ」として認知されるようになったりしたのは戦後のことである。

## 歴史
スポーツそのものは特に地域的な偏りなく、原始的な文明も含めて古代から全世界において行われており、古代エジプト王朝成立以前のエジプトにおいてすでに競走が行われていたことがわかっている。古代文明のうちでスポーツを特に重視したのは古代ギリシアであり、紀元前776年以降オリュンピアで4年に1回行われた古代オリンピックはギリシアの全都市が参加する大規模なもので、大会期間中は戦争が禁じられ、勝者には栄誉が与えられた。なお、ギリシアではこのほかにもネメアー大祭、イストミア大祭、ピューティア大祭といった大競技大会が開催されていた。古代オリンピックはローマ帝国の統治下でも継続し、おそらく393年に行われた第293回大会まで1000年以上継続したが、394年にキリスト教の支持の元でテオドシウス1世によって禁止令が発出されたことによって終わりを迎えた。
スポーツそのものは世界各地で盛んに行われてきたが、19世紀中頃になるとイギリスにおいてルールの整備と組織化が相次いで行われ、近代スポーツが誕生した。近代スポーツの誕生は、スポーツの隆盛と競技種目数の増加を招いた。サッカーとラグビーのように、いくつかの種目はルールの確定と厳格化によって原型から分化し、異なるスポーツとして発展し始めた。いくつかのスポーツは発祥地から遠隔地の諸国へと広がり、世界的な広がりを持つようになったが、特にイギリスの植民地においては、イギリス発祥のスポーツがそのまま伝播し、クリケットやラグビーのように共通のスポーツ文化を保持するようになった。また、野球やアメリカン・フットボールのように、スポーツが伝播した先で現地文化の影響を受けて変化し、新たな競技として分化することも珍しくなかった。フランスのピエール・ド・クーベルタンは古代オリンピックの復興を唱え、1896年には第1回アテネオリンピックがギリシアのアテネで開催された。このオリンピック大会は徐々に成長していき、やがて世界最大のスポーツイベントとなっていった。
近代スポーツは当初アマチュアリズムに重点が置かれていたが、19世紀後半よりアメリカでスポーツのプロ化がはじまり、やがてヨーロッパにも広がっていった。1970年代に入るとスポーツ・フォー・オール政策が各国で導入されてスポーツの一般市民への普及が図られ、また1980年代に入ると大規模競技大会の商業化が急速に進んで、スポーツ人口および商業規模は大幅に拡大した。

## スポーツの分類
スポーツには様々な分類方法がある。
たとえば、商業活動を禁止する「アマチュア・スポーツ」と、商業活動を目的とする「プロフェッショナル・スポーツ」に大別する方法がある。
特に技術や記録などの向上を目指し、個人や集団で極限への挑戦を追求するスポーツは「ハイパフォーマンス（エリート）・スポーツ」と呼称される。それに対して日本では独自に、老若男女だれもがスポーツに「楽しみ」を求め、健康づくりや社交の場として行うスポーツ、身近な生活の場に取り入れられているスポーツを「生涯スポーツ」、競技ではなく娯楽を主たる目的として行うスポーツを「レクリエーショナル・スポーツ」と命名し促進している。
何らかの障害者を持つ人々が行うスポーツは「障害者スポーツ」と呼ばれる。非常に多くの種類があり、競技会も多種で、大規模な国際大会であるパラリンピックも行われている。
競技の公平性を保つために、性別や体重別による階級制による分類も多くのスポーツで採用されている。ただし近年では生物学的な性と異なるジェンダーによる参加が増加し、競技としての公平性が議論されている。従来の男性・女性に加えて「その他」の性別を設けたり、平等性の観点からジェンダーレス（男女混合）に回帰するスポーツ運営も増えている。
フィールドや環境で分類する方法もある。水場を利用して行うスポーツなどは「ウォータースポーツ」と呼ばれる。水泳、水球、サーフィン、ウィンドサーフィンなどが含まれる。ウォータースポーツの中でも、特に海で行うものを「マリンスポーツ」と分類する。同様に冬季に行われるスポーツはウィンタースポーツとも呼ばれる。
道具としてボール（球）を用いるスポーツを「ball sports（球技）」、器械を用いるスポーツを「キネマティックスポーツ（器械競技）」、
また近年ではビデオゲームや電子機器を用いた競技が台頭するとe-Sportsと分類されるようになった。
狩猟対象としてではなく競技者が道具として動物を使うスポーツを動物スポーツと分類する。スポーツと動物の関係は多様であり、馬術や競馬のように人が直接乗るものや、闘牛や闘鶏のように動物同士を戦わせるものなどさまざまな種類が存在する。
20世紀中ころに動物に変わり自動車や飛行機などエンジンのついた乗り物を操作する競技が登場すると、モータースポーツと呼称するようになった。
伝統的なスポーツと比較しつつ、新しく考案されたスポーツを「ニュースポーツ」と分類することもある。
- ウォータースポーツの一例、ウィンドサーフィンのワールドカップ
- モータースポーツの一例、ラリー競技

## スポーツのゲーム形式
スポーツのゲーム形式については以下のような分類がある。スポーツ競技一覧も併せて参照のこと。

### 人数による分類

#### 個人競技
個人の成績だけで勝負を決めるもの。

#### 団体競技
- リレー形式
  - 個人競技を個人で引き継ぎながら記録を競う競技。
- ペアー形式
  - 通常一人で行う競技を二人ペアで連携を取りながら行う競技。
- 集団形式
  - 通常一人で行う競技を複数人の集団で連携を取りながら行う競技。
- 団体戦形式
  - 通常一人で行う競技を複数人が行いその合計成績で競う競技。あるいは一対一の競技を複数人の組み合わせで行い勝敗数を競う形式。
- チーム
  - 複数人の出場選手と交代要員で構成されたチームで全体の連携を取りながら対戦し競技が進行するもの。

| スポーツ                         | 男子                            | 男子 | 女子                                | 女子 |
| スポーツ                         | 初めての大会                    | 回数 | 初めての大会                        | 回数 |
| -------------------------------- | ------------------------------- | ---- | ----------------------------------- | ---- |
| サッカー                         | パリオリンピック (1900年)       | 25   | アトランタオリンピック (1996年)     | 5    |
| 水球                             | パリオリンピック (1900年)       | 24   | アトランタオリンピック (1996年)     | 4    |
| ホッケー                         | ロンドンオリンピック (1908年)   | 21   | モスクワオリンピック (1980年)       | 8    |
| バスケットボール                 | ベルリンオリンピック (1936年)   | 17   | モントリオールオリンピック (1976年) | 9    |
| ハンドボール                     | ベルリンオリンピック (1936年)   | 11   | モントリオールオリンピック (1976年) | 9    |
| バレーボール                     | 東京オリンピック (1964年)       | 12   | 東京オリンピック (1964年)           | 12   |
| アイスホッケー(冬季オリンピック) | シャモニーオリンピック (1924年) | 21   | 長野オリンピック (1998年)           | 4    |
| カーリング(冬季オリンピック)     | シャモニーオリンピック (1924年) | 5    | 長野オリンピック (1998年)           | 4    |

### 対人競技・競走・採点競技

#### 対人競技
相手と直接対戦し、勝敗を決めるスポーツのこと。
- 個人
  - 武道 ・格闘技（柔道、ボクシング、フェンシング、空手、相撲、総合格闘技など）
- 団体
  - 攻守が同時に行われるもの - ラグビーフットボール、ハンドボール、テニス、卓球、バドミントン、バスケットボール、バレーボール、サッカー、フットサル、アイスホッケー、水球など
  - 攻守が分かれているもの - クリケット、野球、ソフトボール、カバディ、アメリカンフットボールなど

#### 競走
相手と同時に対戦して着順で優劣を決めるか、個別に所要時間の記録をとってその結果で優劣を決めるスポーツのこと。
- 道具を使わないもの - 陸上競技の競走、競泳など
- 道具を使うもの
  - 人力によるもの - 自転車競技、ローイング競技（ボート競技）、スキー競技など
  - 自然の力を利用するもの - ヨット競技など
  - 動力を持つもの - モータースポーツ
- 動物を使うもの - 競馬など

#### 採点競技
相手とは同時に対戦はせず、優劣が決まるスポーツのこと。
かつてフィギュアスケートは相対評価の6点満点方式だったが、2002年ソルトレークシティオリンピックの不正採点事件を機に加点方式に変更されたといわれる。基礎点に加点・減点した「技術点」と表現力の5項目を得点化した「演技点」の合算。
- 的を用いるもの - 弓道、アーチェリー、クレー射撃、エアーガン競技、ボウリングなど
- 表現するもの - 体操競技、ボディビル、馬術、フィギュアスケートなど
- 重さや高さ、距離の記録を競うもの - 重量挙げ、三段跳、走幅跳、走高跳、棒高跳び、砲丸投、ハンマー投、円盤投げ、やり投など
- 距離や美しさを総合的に評価するもの- スキージャンプ、ドリフト競技など

### 記録などによる分類
オリンピックのモットーとして有名な、「より速く、より高く、より強く（Citius・Altius・Fortius）」という三語法は、1996年版の14.に書かれているという情報がある。「2011年7月8日から有効」版には第1章の10.に書かれている。
- 速さ（マラソン、水泳競技など）
- 高さ（走高跳、棒高跳など）
- 投擲以外の距離（走幅跳、三段跳など）
- 一定時間での距離（1時間競走）
- 投擲距離（やり投、砲丸投、円盤投、ハンマー投など）
- 重さ（重量挙げなど）

## 主なスポーツのファンの人口統計
主なスポーツのファンの人口は、下図のようになっている。
| #  | スポーツ             | ファン人口  | 主な競技地域                                           |
| -- | -------------------- | ----------- | ------------------------------------------------------ |
| 1  | サッカー             | 35億人      | 全世界                                                 |
| 2  | クリケット           | 25億人      | イギリス連邦諸国                                       |
| 3  | ホッケー             | 20億人      | 北ヨーロッパ、北米、アフリカ、南アジア、オーストラリア |
| 4  | テニス               | 10億人      | 全世界                                                 |
| 5  | バレーボール         | 9億人       | 北米、ヨーロッパ、東アジア                             |
| 6  | 卓球                 | 8億5000万人 | 東アジア                                               |
| 7  | バスケットボール     | 8億人       | 全世界                                                 |
| 8  | 野球                 | 5億人       | アメリカ、カリブ海諸国、東アジア                       |
| 9  | ラグビーフットボール | 4億7500万人 | イギリス連邦諸国、フランス、イタリア、アルゼンチン     |
| 10 | ゴルフ               | 4億5000万人 | 西ヨーロッパ、アメリカ、日本                           |

## スポーツ大会
各種スポーツではそれぞれ競技大会が行われ、また複数の競技を総合的に開催する総合競技大会も数多く行われている。こうした大会は地方レベルから国家レベル、各大州レベルから全世界レベルに至るまでさまざまな規模のものが存在し、また参加型・観戦型のどちらの大会も行われる。総合競技大会の中でも最も大規模かつ著名なものは4年に1度行われるオリンピックである。このほか、アジア競技大会のように地域別のもの、コモンウェルスゲームズのように政治的紐帯によるものなど、さまざまな区分による総合競技大会が存在する。また、各種競技単独で世界各国が参加して行われる国際大会も数多く存在する。こうした国際大会の中で最も大規模かつ人気のあるものはサッカーのFIFAワールドカップである。

## アマチュアとプロ
参加に対して報酬を得られるかどうかによって、スポーツ選手はアマチュアスポーツとプロフェッショナルスポーツの2つに分けられる。また、報酬を得ているもののそれのみで生計を立てられないセミプロの選手も存在する。
アマチュアとして一般市民が余暇の1つとして行うスポーツは多岐にわたっており、市民チームやクラブは無数に存在するほか、市民マラソンのように一般市民が参加できる個人競技大会も存在する。競技スポーツだけでなく、健康のために個人で行うスポーツの参加者も多く、ジョギングやエアロビクスなどの流行と隆盛をもたらした。世界最大のスポーツ大会であるオリンピックは、創設者のクーベルタン以降長らくアマチュアリズムの理想を掲げており、アマチュアしか出場することができなかった。なかでも第5代国際オリンピック委員会（IOC）会長だったアベリー・ブランデージは強硬なアマチュア論者として知られ、プロの排除を厳格に遂行したが、この頃にはソヴィエト連邦をはじめとする共産圏諸国が国家の威信をかけて育成した、いわゆる「ステート・アマ」の進出が進んでおり、この方針は多くの摩擦を引き起こした。こうしたことからブランデージ退任後の1974年にこの方針は削除され、以後プロの進出が急速に進んだ。
これに対し、一部の人気のあるスポーツにおいては優秀なプレイヤーがプロフェッショナル化し、スポーツ参加のみで生計を立てることができるようになっている。各国において人気のあるスポーツは異なるため、プロ化しているスポーツも国ごとに異なっている。人気に高いスポーツには多くの観客が集まり、さらにマスメディアによって放映される試合には膨大な数の視聴者を見込むことができるため、一部のプロスポーツでは莫大な金額が動き、トッププレイヤーは高額な報酬を得ることができる。スポーツ選手としての収入のほか、トッププレイヤーはコマーシャルの出演によっても多額の収入を得られる場合がある。こうしたことから、世界の年収ランキングにおいては数人のトップ選手がランクインすることが常である。
プロスポーツとアマチュアスポーツの中間として、企業スポーツが存在する。日本においては大手企業が社員として有力選手を雇用し各種大会に出場させることが広く行われており、企業内の一体感の醸成や企業のイメージアップの手段として重視されてきたが、1990年代以降こうした動きは存続しているものの景気の後退や全体的なプロ化傾向をうけて縮小傾向にある。

## スポーツ産業
スポーツは参加者・ファンともに膨大な人口がいるため、スポーツに関連した産業も巨大なものとなっている。
まず、日本における野球や相撲、アメリカにおける野球・バスケットボール・ホッケー・アメリカンフットボール、ヨーロッパにおけるサッカーのように各国において人気のある競技はプロスポーツ化し、多数の試合や興行が行われて多額の入場料・放映権料・広告料が発生し、巨大産業と化している。
スポーツ用品産業には各種スポーツに専用の道具を生産するものだけでなく、例えば各チームのユニフォームや、スポーツ用シューズの生産なども含まれる。こうしたスポーツ用品は参加者のほか、お気に入りの選手と同じ商品を求めるファンや、機能やデザインを気に入った一般市民をも販売対象としている。
メディア産業において、スポーツは重要な地位を占めている。プロスポーツの試合や世界大会のスポーツ中継には膨大な数の視聴者がおり、その広告収入を見込んで有力スポーツのイベントには莫大な放映権料が提示される。放映権料のほかに、スポーツイベントにおいては有力企業がスポンサーシップを獲得し、資金を拠出する代わりに独占的な広告の権利を得る。こうしたスポンサー契約は高い広告効果を持つため、各社は契約獲得にしのぎを削っている。放映権料はプロスポーツやオリンピックなどの大規模競技大会において総収入の過半を占めることが常であり、スポーツ界を支える柱の一つとなっているが、一方でマスメディアの都合により試合時間や時期の変更、さらには競技ルールの変更が行われることもある。テレビやラジオでは試合中継のほかにも、結果がスポーツニュースとして流され、翌日の新聞でもしばしば大きく報道される。スポーツ関係を主に扱うスポーツ新聞も各国に存在し、各スポーツに特化したスポーツ雑誌も多数発行されている。
登山やスキー、水上スポーツなど一部のスポーツは特定の場所でしか行うことができないため、スポーツを行うことを目的としたスポーツツーリズムも盛んに行われている。特に冬季にはアルプス山脈地方を中心に多くの観光客がスキーリゾートを訪れ、スキー客数は増加の一途をたどっている。また、大規模なスポーツイベントを観戦するための旅行や、スポーツチームが合宿や遠征を行うための旅行もスポーツツーリズムの小さくない部分を占める。スポーツツーリズムは該当地域の経済に好影響を与える一方で、環境や文化の破壊などの問題をもたらす場合もある。
スポーツと賭博の間の関係は国によってさまざまである。2009年には、世界の商業賭博総額3350億ドルの内、競馬が7%、スポーツくじが5%を占めていた。ただしスポーツ賭博を完全に禁じている国も珍しくなく、さらに同じ国内においてもスポーツ賭博の対象として認められている競技と、一切禁じている競技とが存在する。日本では戦前から認められていた競馬に加え、1948年から1951年にかけて競艇、競輪、オートレースが相次いで公営競技化されたほか、2001年からはサッカーを対象にスポーツ振興くじが発売されている。

## グローバリゼーション・ナショナリズム
19世紀以降、いくつかのスポーツは発祥地から遠隔地の諸国へと広がり、世界的な広がりを持つようになった。スポーツはルールの共有や整備を通じて、発祥地の文化を越えて普遍的な方向へと進む傾向があるが、一方で元々それを固有文化としていた地域においては、固有性と普遍性の間で衝突が起きる場合がある。それぞれの競技には国際的な統括団体として国際競技連盟が存在しており、各国の国内競技連盟間の調整や国際大会の主催、各国間の相互交流などを行っている。ただし競技が行われる地域はそれぞれ異なっており、サッカーのように比較的偏りなく全世界で行われるスポーツもあれば、北米・カリブ海・極東に競技者の集中している野球や、イギリス連邦諸国で主に行われるクリケットやラグビーのように一部地域で強い人気を持つものもある。こうした国際的な人気スポーツに対し、ある1カ国や1民族で長く行われている民族スポーツも世界各地に存在し、根強い人気を誇っている。
スポーツとナショナリズムの間には、すでに19世紀において強い相関が認められ、21世紀においても各種国際大会の勝敗は各国のナショナリズムの高揚をもたらす。1969年には、関係の極度に悪化していたホンジュラスとエルサルバドル間の対立が1970 FIFAワールドカップ・予選の両国対決をきっかけに爆発し、サッカー戦争と呼ばれる戦争へとつながったこともある。国家を形成しない民族においてもこれは同様であり、その民族固有のスポーツを通して民族ナショナリズムの確立を目指すことは広く見られる。

## 教育
多くの文明において、身体を鍛えることは教育の一環として非常に重視されていた。ヨーロッパにおいては、それまで教育においては軽視されていた体育がルネサンス期以降カリキュラムに採り入れられるようになり、19世紀に義務教育が導入されると体育も必修科目となった。日本でも明治政府がこの考え方を取り入れ、1872年の学制発布時に教科の一つとなり、以後学校教科としての体育が定着していった。学校では教科の他に運動部の部活動も広く行われ、また学校外におけるスポーツ教室も水泳やテニス、武道などで盛んに行われている。

## 科学
スポーツを対象とした学問分野はスポーツ科学と総称される。スポーツ科学の起源は19世紀末にさかのぼり、当初はより高い身体能力の構築や選手の治療といったスポーツ医学の分野からはじまったが、やがてスポーツ社会学など人文・社会科学分野にも広がりを見せるようになり、また自然科学においても医学以外の分野へ発展していった。1970年代には人類学との関連も始まり、1980年代にはスポーツ人類学が確立した。こうしたスポーツ科学の発展はより競技者の能力を引き出せる質の高いスポーツ用具の開発を促し、また映像技術の活用によってより優れたスポーツ技術が一般化され、記録の更新へとつながっていった。判定にもビデオ判定が導入されることにより、誤審の減少へとつながっている。

## 文化
スポーツは市民の文化や健康にとって欠かせないものと考えられており、多くの国家でスポーツを振興するためのスポーツ政策が実施されている。プロスポーツの拡大やスポーツ人口の増大は都市におけるスポーツスタジアムの建設を不可欠なものとしたが、こうしたスタジアム建設は都市にとって大規模な再開発や都市基盤整備の契機となる。なかでもオリンピックやサッカーワールドカップのような大規模スポーツイベントが経済・文化的にもたらす影響は大きく、例えば1964年東京オリンピックでは開催に合わせて新幹線など各種インフラが整備され、開催国である日本に大きな変革をもたらした。
スポーツを題材とした作品は数多く存在し、文学、映画、漫画など多くの分野でそれぞれ傑作が生まれている。

### 芸術
美的な事柄についての哲学である美学の領域において、近年スポーツに注目する理論家が増えてきた。例えば、デビッド・ベストは、スポーツと芸術との類似性について書き、倫理との関連性なしにスポーツが純粋に美的なものに近いことを強調した。ベストは、芸術の特徴として、人生に道徳的な考察をもたらす能力を持っていることを挙げる。スポーツにはこのような能力はないが、多くのスポーツの楽しみは間違いなく美的なものであると彼は考えた。
1998年にスロヴェニア共和国のリュブリャナで行われた第14回国際美学会議で発表された、ヴォルフガング・ヴェルシュの論考「スポーツー美学の視点から、さらには藝術として?」は、鋭い洞察力を以て、スポーツが芸術に似ているところを解析し、現代の文化状況に問いを投げかけた。かつて精神を鍛える手段として、倫理の領域に属するものと見倣されていたスポーツは、いまでは、美的/感性的なものとして、芸術の性格を顕著に示すようになり、「今日の the popular art」と呼びうるものになっている、とヴェルシュは考えた。

## 推薦文献
- 秋道智弥、ほか 著、寒川恒夫 編『スポーツ文化論』杏林書院〈体育の科学選書〉、1994年3月。ISBN 4-7644-1536-4。
- 井上, 俊、亀山, 佳明 編『スポーツ文化を学ぶ人のために』世界思想社、1999年10月。ISBN 4-7907-0771-7。
- 玉木正之『スポーツとは何か』講談社〈講談社現代新書〉、1999年8月。ISBN 4-06-149454-6。
- 玉木正之『スポーツ解体新書』日本放送出版協会、2003年1月。ISBN 4-14-080749-0。
- 多木浩二『スポーツを考える 身体・資本・ナショナリズム』筑摩書房〈ちくま新書〉、1995年10月。ISBN 4-480-05647-5。
- 友添秀則、近藤良享『スポーツ倫理を問う』大修館書店、2000年9月。ISBN 4-469-26453-9。
- 川谷茂樹『スポーツ倫理学講義』ナカニシヤ出版 ISBN 4-88848-923-8、2005年4月。
- 生島淳『スポーツルールはなぜ不公平か』新潮社〈新潮選書〉、2003年7月。ISBN 4-10-603528-6。
- 西山哲郎『近代スポーツ文化とはなにか』世界思想社、2006年5月。ISBN 4-7907-1189-7。